# Shallow Brook (Broad Brook)
Shallow Brook – rzeka w stanie Nowy Jork, w hrabstwie Westchester. Uchodzi do Broad Brook. Zarówno długość cieku, jak i powierzchnia zlewni nie zostały oszacowane przez USGS. 